# 保乐力加
保乐力加（法語：Pernod Ricard）是一家法國的公司，為全球第二大葡萄酒与烈酒生产集团（第一為帝亞吉歐）。

## 历史
於1975年由保乐（Pernod）與力加（Ricard）兩家公司合併而成。

## 旗下品牌
- Pernod
- Ricard
- 百齡壇（Ballantine's）
- 皇家芝華士（Chivas Regal）
- 甘露咖啡力嬌酒（Kahlua）
- 马利宝朗姆酒 Malibu
- Beefeater
- 哈瓦那俱乐部 （Havana Club）
- 絕對伏特加（Absolut Vodka）
- Jameson
- 馬爹利（Martell）
- 格蘭利威（英语：The Glenlivet）
- Jacob's Creek（英语：Jacob's Creek (wine)）
- 夢香槟（Champagne G.H. Mumm（英语：G. H. Mumm））
- 巴黎之花（Perrier-Jouët）
- 亞伯樂（Aberlour）
- 皇家禮炮（Royal Salute）
- Monkey 47
- Montana
- 冰爵力娇酒 （Becherovka）